# Jeges sirály
A jeges sirály (Larus hyperboreus) a madarak (Aves) osztályába a lilealakúak (Charadriiformes) rendjébe, ezen belül a sirályfélék (Laridae) családjába tartozó faj.

## Előfordulása
Európában, Izlandon, a Spitzbergákon és a Novaja Zemlján, Ázsia és  Kanada északi területein és Alaszkában fészkel. Tengerparti sziklákon és kisebb szigeteken telepszik meg. Telelni délre indul.

## Alfajai
- Larus hyperboreus hyperboreus Gunnerus, 1767
- Larus hyperboreus pallidissimus Portenko, 1939
- Larus hyperboreus barrovianus Ridgway, 1886
- Larus hyperboreus leuceretes Schleep, 1819

## Megjelenése
Testhossza 62–68 centiméter, szárnyfesztávolsága 150–165 centiméter, testtömege pedig 1,3–1,7 kilogramm; a tojó könnyebb.
|  |  |  |

## Életmódja
Mindenevő, de táplálékában az állati eredetű a domináns, a vízből víziállatokat, halakat és gerincteleneket zsákmányol, a szárazföldön kisemlősöket, madártojásokat, rovarokat és kisebb mennyiségben növényi anyagokat fogyaszt.

## Szaporodása
A költési időszak május elejétől augusztus végéig tart. Fészekalja 2-3 tojásból áll. A tojásokon mindkét szülő kotlik 27-28 napig. A fiatal madarak 45-50 napos korukban repülnek ki.

## Kárpát-medencei előfordulása
Rendkívül ritka vendég Magyarországon, ősszel és télen.